# Serwit
Serwit – część wsi Kozubów w Polsce, położona w województwie świętokrzyskim, w powiecie pińczowskim, w gminie Pińczów.
W latach 1975–1998 Serwit administracyjnie należał do województwa kieleckiego.